# O Bolo
O Bolo – gmina w Hiszpanii, w prowincji Ourense, w Galicji, o powierzchni 91,17 km². W 2011 roku gmina liczyła 1084 mieszkańców.